# Gamma-Carotène
Le γ-carotène (gamma-carotène) ou β,ψ-carotène est un carotène cyclique et un caroténoïde. C'est une forme de carotène possédant un cycle β à une extrémité et un cycle non cyclisé, appelé ψ (psi),.
C'est un intermédiaire biosynthétique pour la synthèse des caroténoïdes cyclisés dans les plantes. Il est formé à partir de la cyclisation du lycopène par la lycopène cyclase epsilon,. Avec plusieurs autres caroténoïdes, le γ-carotène est un vitamère de la vitamine A chez les herbivores et les omnivores. Les caroténoïdes avec un cycle bêta-ionone cyclisé peuvent être convertis en vitamine A, également connue sous le nom de rétinol, par l'enzyme bêta-carotène 15,15'-dioxygénase ; cependant, la bioconversion du γ-carotène en rétinol n'a pas été bien caractérisée.
Il est à la fois métabolite végétal et métabolite fongique. La présence de γ-carotène a été observée chez Pyracantha angustifolia, Fusarium fujikuroi et d'autres organismes.
Le γ-carotène a été provisoirement identifié comme un biomarqueur pour les bactéries sulfureuses vertes et violettes dans un échantillon de la formation du Barney Creek (en), vieille de 1,640 ± 0,003 Ga (milliards d'années), dans le nord de l'Australie, qui comprend des sédiments marins. La découverte provisoire de γ-carotène dans les sédiments marins implique un environnement euxinique passé, où les colonnes d'eau étaient anoxiques et sulfurées. Ceci est important pour reconstituer les conditions océaniques passées, mais jusqu'à présent, le γ-carotène n'a été potentiellement identifié que dans le seul échantillon mesuré.

## Contexte
Le γ-carotène est un caroténoïde, une classe de pigments colorant les organismes photosynthétiques. Plus précisément, le γ-carotène pourrait être dérivé de la myxoxanthophylle présente dans les cyanobactéries, les Chlorobiaceae et les bactéries vertes non sulfureuses (Chloroflexi), Cependant, il existe plus de 600 caroténoïdes différents, chacun possédant des structures et des formules différentes, modifiant ainsi son spectre d'absorption. Les Chromatiaceae, en particulier, se situent entre 1,5 et 24 mètres de profondeur dans la colonne d'eau, et plus de 75 % des proliférations microbiennes se produisent à plus de 12 mètres de profondeur. D'autres caroténoïdes, tels que le chlorobactane et l'isorénieratène, sont également des biomarqueurs de la présence de bactéries vertes non sulfureuses. Ces caroténoïdes sont des indicateurs de l'environnement géochimique aquatique passé de leur source d'eau. En particulier, le γ-carotène est un indicateur de la profondeur à laquelle les conditions oxiques évoluent vers des conditions anoxiques en raison de sa pertinence pour les bactéries sulfureuses vertes et violettes qui occupent la couche limite. Les bactéries vertes non sulfureuses sont connues pour produire des isoprénoïdes 2,3,6-triméthylaryl qui sont sans ambiguïté, permettant ainsi de déduire des environnements géochimiques aquatiques passés. Dans le γ-carotène, le groupe terminal du lycopène produit un cycle β via une enzyme β-cyclase. L'autre membre terminal est attribué à une extrémité ψ à chaîne ouverte.

## Préservation
Les biomarqueurs peuvent être définis comme les vestiges moléculaires des lipides et autres composés biologiques. Dans les environnements sédimentaires, les lipides sont souvent décomposés en squelettes hydrocarbonés, où ils restent préservés dans les archives géologiques sur de longues périodes. Plus précisément, les biomarqueurs diagnostiques sont utilisés pour étudier les conditions paléoenvironnementales passées telles que la salinité, la température et la disponibilité en oxygène. Dans les milieux aquatiques où persistent les bactéries vertes non sulfureuses, le carbone organique est reminéralisé en dioxyde de carbone et en eau, de sorte que 0,1 % se dépose dans les archives sédimentaires du fond aquatique. Bien que le γ-carotène ne soit pas le biomarqueur diagnostique des bactéries vertes non sulfureuses, car il n'a été découvert que provisoirement en milieu naturel, il est considéré comme un biomarqueur des bactéries vertes et violettes non sulfureuses. Contrairement au β-carotène, présent dans une vaste gamme de lignées dans les trois domaines du vivant, le γ-carotène est limité à un très petit nombre de précurseurs potentiels. Les deux bactéries présentent des genres de Chromatiaceae contenant du γ-carotène après diagenèse, lequel possède un squelette carboné unique ; le γ-carotène est donc identifiable par des techniques de mesure, notamment la chromatographie en phase gazeuse couplée à la spectrométrie de masse. Dans certains cas, il est possible de distinguer différentes sources d'un biomarqueur grâce aux techniques de fractionnement isotopique du carbone.

## Techniques de mesure

### Chromatographie en phase gazeusecouplée à laspectrométrie de masse
La chromatographie en phase gazeuse couplée à la spectrométrie de masse (GC/MS) est une technique d'analyse en géochimie largement utilisée pour identifier et quantifier les composés organiques présents dans les roches sédimentaires. L'échantillon doit être extrait de la roche mère avant l'analyse, ce qui représente souvent moins de 1 % en raison de la maturité thermique de la roche mère. L'échantillon de la formation de Barney Creek, âgé de 1,640 ± 0,003 Ga (milliards d'années), a été soumis à une extraction pour le γ-carotène, puis à une analyse par GC/MS. Un pic de rapport masse sur charge de 125 indique la présence de dérivés caroténoïdes élués immédiatement après le β-carotène et le γ-carotène.

### Rapports isotopiques du carbone
Une analyse supplémentaire du γ-carotène peut être réalisée à l'aide d'un spectromètre de masse à rapport isotopique. Les Chromatiaceae sont généralement appauvries en δ13C, tandis que les Chlorobiaceae sont enrichies en δ13C, comparativement aux bactéries oxygénées typiques, de 7 à 8 ppm respectivement. Les résultats de la spectroscopie de masse à rapport isotopique et de la GC/MS permettent de distinguer avec précision la présence de γ-carotène dans une extraction d'un échantillon sédimentaire. L'identification du γ-carotène par ces méthodes fournirait une indication convaincante d'un ancien environnement euxinique, où les colonnes d'eau étaient anoxiques et sulfurées.